# SŽD-Baureihe ТЭМ7
Die Lokomotive der Baureihe ТЭМ7 (deutsche Transkription TEM7) der Sowjetischen Eisenbahnen (SŽD) ist eine breitspurige Diesellokomotive, die als leistungsgesteigerte Weiterentwicklung der SŽD-Baureihe ТЭМ2 und SŽD-Baureihe ТЭМ1 entstand. Die Lokomotive ist die leistungsstärkste Rangier-Diesellokomotive der SŽD und die erste Maschine mit einer achtachsigen Ausführung in einem festen Rahmen.

## Historie
1973 wurde bei der Diesellokfabrik Ljudinowo ein Projekt ausgearbeitet über eine achtachsige Rangier-Diesellokomotive mit einer Leistung des Dieselmotors von 2000 PS. Die Lokomotive war vorgesehen für Rangierarbeiten auf großen Güterbahnhöfen. Diese verlangten eine 40 bis 50 % höhere Leistung der Lokomotive, als es die sechsachsige SŽD-Baureihe ТЭМ2 und SŽD-Baureihe ТЭМ1 vorweisen konnte. Da die höhere Leistung des Dieselmotors eine größere Gesamtmasse mitbrachte, konnte, um die Achslast nicht über 22 t anwachsen zu lassen, nur eine achtachsige Maschine gebaut werden. Dabei waren vier zweiachsige Drehgestelle auf jeweils zwei Zwischengestellen drehbar gelagert. Die Anordnung der vier zweiachsigen Drehgestelle ist auf dem hinterlegten Foto gut zu erkennen; es kann davon ausgegangen werden, dass es sich hier um vier einzelne Drehgestelle auf jeweils zwei schwingenden Zwischenrahmen handelt.
1975 stellte das Werk Ljudinowo die ersten beiden Dieselloks dieser Serie her. Bei der ТЭМ7 wurde zum ersten Mal bei Rangier-Diesellokomotiven das Prinzip der Leistungsübertragung nach Mischstrom angewendet; der am Dieselmotor angeflanschte Generator produzierte Wechselstrom, welcher für die acht Traktionsmotoren gleichgerichtet wurde. Auf der Diesellokomotive wurde ein Ballast in Form von gusseisernen Platten mit einer Masse von insgesamt 25 t installiert. Von denen waren 12 t abnehmbar, wodurch indirekt der Achsdruck und die Zugkraft der Lokomotive gesteuert werden konnten. Nach 1975 vergrößerte die Diesellokfabrik Ljudinowo die Herstellung der Diesellokomotive um einige Stück pro Jahr. In der Zeit von 1977 bis 1980 wurde ein komplexer Test mit Leistungsuntersuchungen an der Diesellokomotive durchgeführt, welche erlaubte <?> einige Verbesserungen an der Konstruktion des Fahrzeugteiles. Diese Erprobungen wurden hauptsächlich auf der Swerdlowskaja schelesnaja doroga durchgeführt. 1981 kamen sechs Diesellokomotiven der Reihe ТЭМ7 in Swerdlowsk an. 1982 wurden alle Arbeiten von den Rangier-Diesellokomotiven SŽD-Baureihe ТЭМ3 von der ТЭМ7 übernommen.
Im Mai 1980 begann die Diesellokfabrik Ljudinowo mit der Auslieferung der Serienlokomotiven von der Diesellokomotive und verlängerte ihre Serienproduktion bis 1989. Gleichzeitig entstand ab 1988 eine modifizierte Version als Reihe ТЭМ7A.

## Modifikationen

### ТЭМ7A

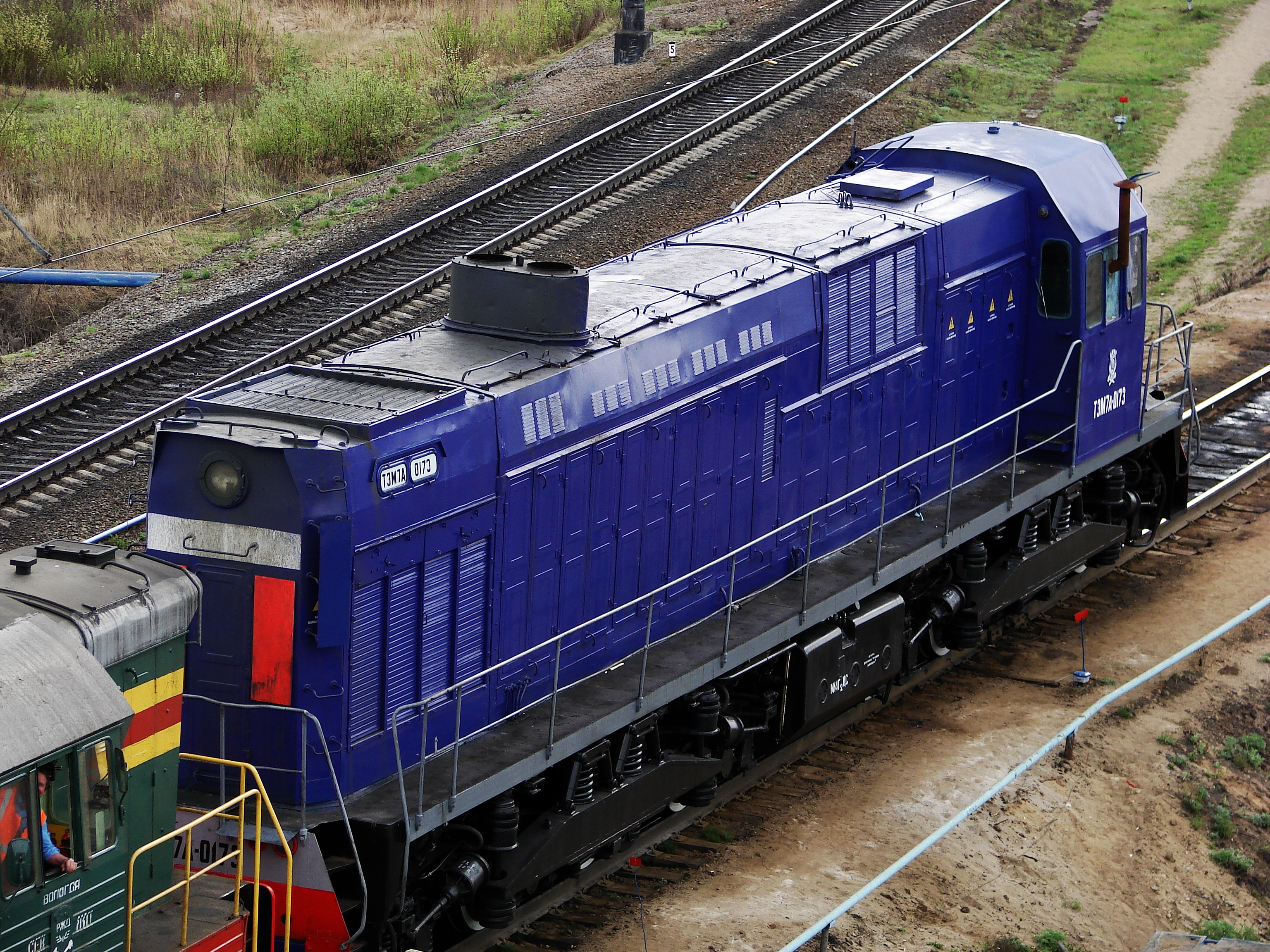
Foto der ТЭМ7A.0173

Eine Modifikation der Diesellok ТЭМ7 lieferte die Diesellokfabrik Ljudinowo von 1988 an, die Serienproduktion zog sich bis in die Gegenwart hin. Zum August 2012 wurden insgesamt 435 Lokomotiven beider Varianten ausgeliefert. Von 2008 wurde noch einmal eine gründlich modernisierte Variante der ТЭМ7A ausgeliefert, welche aber ihre Bezeichnung behielt, die modernisierten Lokomotiven erhielten nur andere Ordnungsnummern, beginnend mit der 0300.
Die Unterschiede von der ТЭМ7A zur ТЭМ7 waren folgende:
- das elektrische Schema wurde vervollkommnet;
- die Füllung der Bremszylinder mit Druckluft wurde über zwei Relais abgeleitet, jedes war zuständig für ein vierachsiges Drehgestell. In der Praxis bedeutete dies schnelleres Ansprechen und Auslösen der Bremse der Lokomotive.
- Modifizierte Mittelpufferkupplung, die etwas zuverlässiger als bei der Ursprungsvariante gestaltet war.
- verkürzter Filterblock der Zentral-Ventilator-Einheit,
- andere Anordnung des Wasser-Öl-Wärmetauschers des Dieselmotors. Dieser war angeordnet zwischen dem Dieselmotor und dem Kühler (bei der Ursprungsvariante war er auf dem Dieselmotortragrahmen, rechts und links des Dieselmotors, angeordnet).
- andere Anordnung des synchronen Erregers sowie des Starter-Generators.

Zu den Modifikationen kam es, weil die Ursprungsvariante einige Schwachstellen aufwies; Diese waren besonders die Mittelpufferkupplung, bei der es zu Brüchen kommen konnte. Außerdem war die Befestigung des Antriebes für den Startergenerator zu schwach ausgeführt, es kam vor, dass er sich lockerte und riss.
Die Unterschiede der modifizierten ТЭМ7A nach 2008 und der Ausführung bis 2008 waren folgende:
- es wurde das elektrische Schema der Kette der Verwaltung vollständig überarbeitet; es wurde ein Fahrschalter mit Mikroprozessor-Steuerung sowie einer Mikroprozessorsteuerung für die Verwaltung und Diagnostik installiert.
- die Maschine erhielt eine elektrische Widerstandsbremse, die bis zum Anhalten der Lokomotive arbeiten konnte.
- Der Rahmen der Lokomotive wurde verstärkt,
- Änderung der Innenausstattung der Führerkabine, Vergrößerung des nutzbringenden Umfanges des Raumes der Kabine (dies wurde erreicht, indem einige Schränke an der Seite der Kabine angeordnet wurden).
- Systeme der Klimatisierung, Lüftung und Heizung in der Kabine wurden angewendet.

Ab 2011 erfolgte die Weiterentwicklung der ТЭМ7 als RŽD-Baureihe ТЭМ14 mit zwei Antriebseinheiten und einer Gesamtleistung von 2400 PS.

### ТЭМ7M

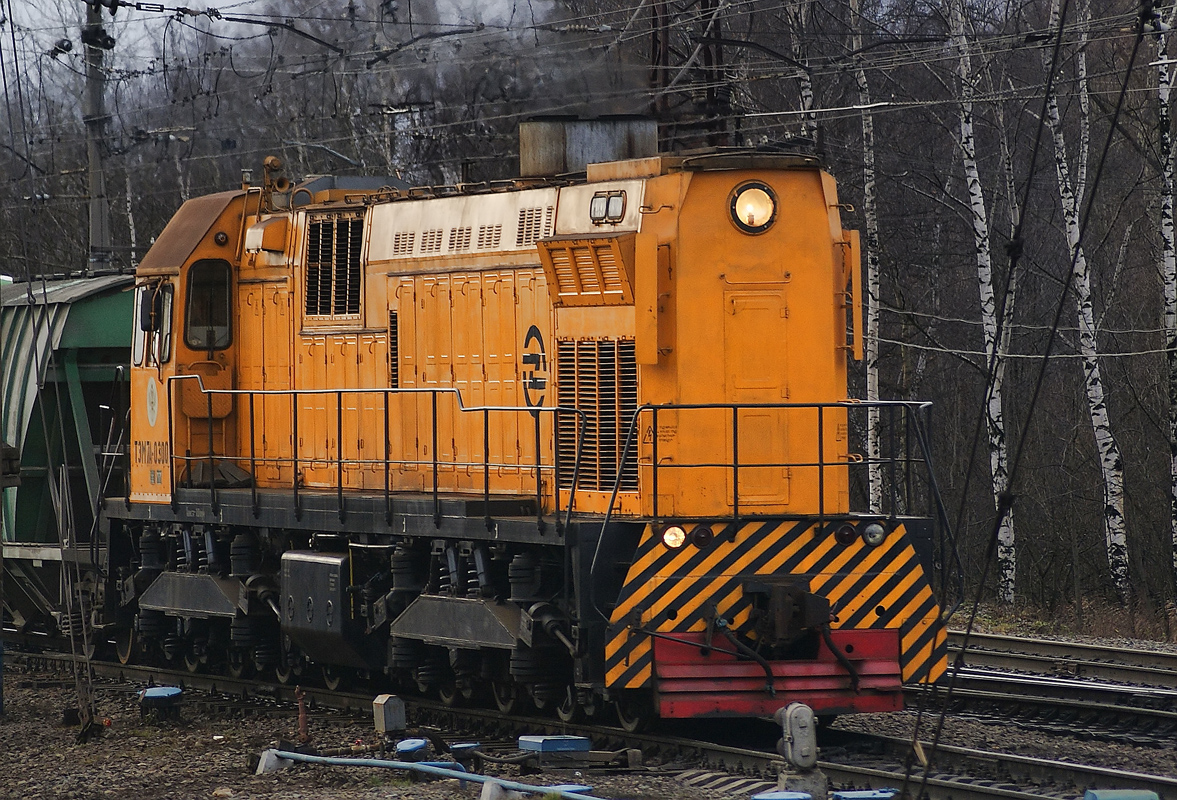
Foto der ТЭМ7A.0300

Einige Exemplare der TEM7A wurden 1992 von einer amerikanischen Firma gekauft, erhielten aber nicht das amerikanische Zertifikat. Im Resultat blieb ein Teil von ihnen in Russland, ein Teil wurde in den USA überlassen. In den USA blieben elf Lokomotiven, die die Ordnungsnummern 1001–1011 trugen. In Russland blieben zehn Lokomotiven, sie erhielten die Nummern 0210–0220. Vom Basismodell unterschieden sich die amerikanischen Ausführungen durch die Anordnung des Steuerpultes an der Seite des kleinen Vorbaus. Außerdem entsprach die Höhe der Kabine der Höhe des langen Vorbaues. Einige Maschinen, die nach Russland zurückgegeben wurden, verkaufte man dort an große Firmen, wie Lukoil, GasPromTrans, Novatek und andere.